# Anacornia
Allomengea es un género de arañas araneomorfas de la familia Linyphiidae. Se encuentra en los Estados Unidos. 

## Lista de especies
Según The World Spider Catalog 12.0:
- Anacornia microps Chamberlin & Ivie, 1933
- Anacornia proceps Chamberlin, 1949